# Ceratostylis thailandica
Ceratostylis thailandica är en orkidéart som beskrevs av Gunnar Seidenfaden. Ceratostylis thailandica ingår i släktet Ceratostylis och familjen orkidéer. Inga underarter finns listade i Catalogue of Life.